# Cathy Milliken
Cathy Milliken (* 1956 in Brisbane) ist eine australische Komponistin, Oboistin und Musikpädagogin. Als Mitbegründerin des Ensemble Modern zählt sie zu den prägenden Figuren der internationalen Neuen Musik.

## Leben und Wirken
Milliken studierte Oboe und Klavier in Brisbane sowie bei Heinz Holliger in Freiburg. 1980 war sie Mitbegründerin des Ensemble Modern, dem sie bis 2007 als Interpretin und Kuratorin zahlreicher Uraufführungen angehörte. Früh arbeitete sie mit Karlheinz Stockhausen, Helmut Lachenmann und Frank Zappa zusammen.
Ihr kompositorisches Schaffen umfasst Kammermusik, Orchesterwerke, Hörspiele und partizipative Formate. Ein zentrales Werk ist der Zyklus Earth Plays (2014–2022), der geologische und ökologische Themen musikalisch verarbeitet. Daneben entstehen interkulturelle Projekte wie M.I.L.K. oder Songs of Exclusion.
Als Pädagogin leitete sie das Education-Programm der Berliner Philharmoniker (2005–2012) und entwickelte international vielfach ausgezeichnete partizipative Projekte. Ihre Arbeiten wurden u. a. mit dem Prix Italia, dem Paul Lowin Prize und dem YAM Award prämiert.

## Auszeichnungen (Auswahl)
- 2012: Prix Marulic für New Looks
- 2015: Prix Italia für Bunyah
- 2016: Paul Lowin Orchestral Prize für Earth Plays
- 2018: YAM Award für The Raft